# Ulster Hall
La Ulster Hall è una sala da concerto di Belfast, Irlanda del Nord, elencata fra gli edifici di grado B1. Situata su Bedford Street, nel centro di Belfast, la sala ospita concerti, recital classici, fiere artigianali e conferenze di partiti politici. Nonostante l'apertura di sale da concerto più grandi nella città, come il Waterfront Hall e l'Odyssey, la Ulster Hall è rimasta un luogo molto popolare e si ritiene che evochi l'atmosfera molto più delle sedi più recenti.

## Storia

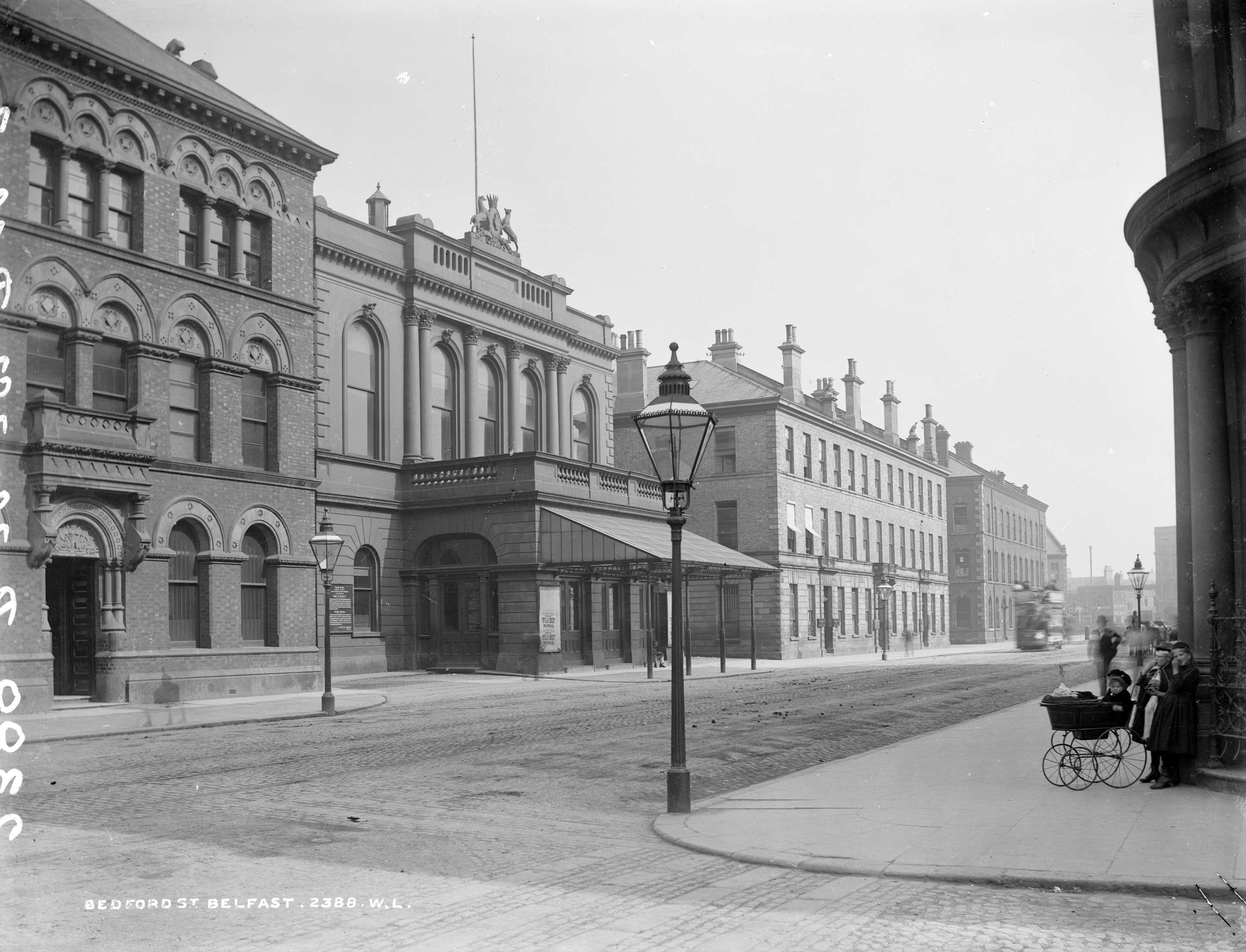
L'Ulster Hall in una Bedford Street vuota, c. 1890

Costruita nel 1859 e inaugurata nel 1862 da Edmund Chipp, lo scopo della sala era quello di fornire alla città di Belfast in espansione un complesso multifunzionale di dimensioni sufficienti. Fu progettato da William J. Barre (responsabile anche per l'Albert Clock) per la Compagnia Ulster Hall.
Alla sua serata di apertura il 12 maggio del 1862, la sala fu descritta dalla stampa locale come:
(The Belfast News Letter, 1862)
(The Northern Whig, 14 May 1862)
Nel 1902 la sala fu acquistata dal Belfast City Council (allora chiamato Belfast Corporation) per £ 13,500 e da allora fu usata come una sala pubblica. Durante la seconda guerra mondiale fu utilizzato come sala da ballo per intrattenere le truppe americane di stanza in Irlanda del Nord.

### Il Grande Organo Mulholland
La Ulster Hall dispone di uno dei più antichi esempi di classico organo a canne inglese funzionante. Il grande organo Mulholland è così chiamato in onore dell'ex sindaco di Belfast, Andrew Mulholland, che lo donò alla sala nel 1860. Era stato costruito da William Hill & Son e donato dopo che la sala fu ufficialmente aperta. Alla fine del 1970 l'organo fu ampiamente riportato al proprio disegno originale di Hill. Il bis-bis-nipote di Mullholland, Henry Mulholland, 4º Barone Dunleath, ne curò il restauro.

### Scene di Belfast di Joseph Carey
Nel 1902, Belfast City Council commissionò all'artista locale Joseph W. Carey la produzione di tredici scene su tela tratte dalla storia di Belfast, da montare all'interno della Ulster Hall. Le scene raffigurano la città e la zona circostante, e ne incorporano le influenze storiche e mitologiche.
I dipinti furono restaurati nel 1989 e poi nuovamente nel 2009, da Kiffy Stainer-Hutchins & Co., King's Lynn (vedi 2007-2009 ristrutturazione, di seguito).

### Esecuzioni degne di nota
La sala ha ospitato una varietà enorme di eventi nel corso della sua storia, tra cui letture di Charles Dickens e performance di attori, cantanti lirici e gruppi rock.

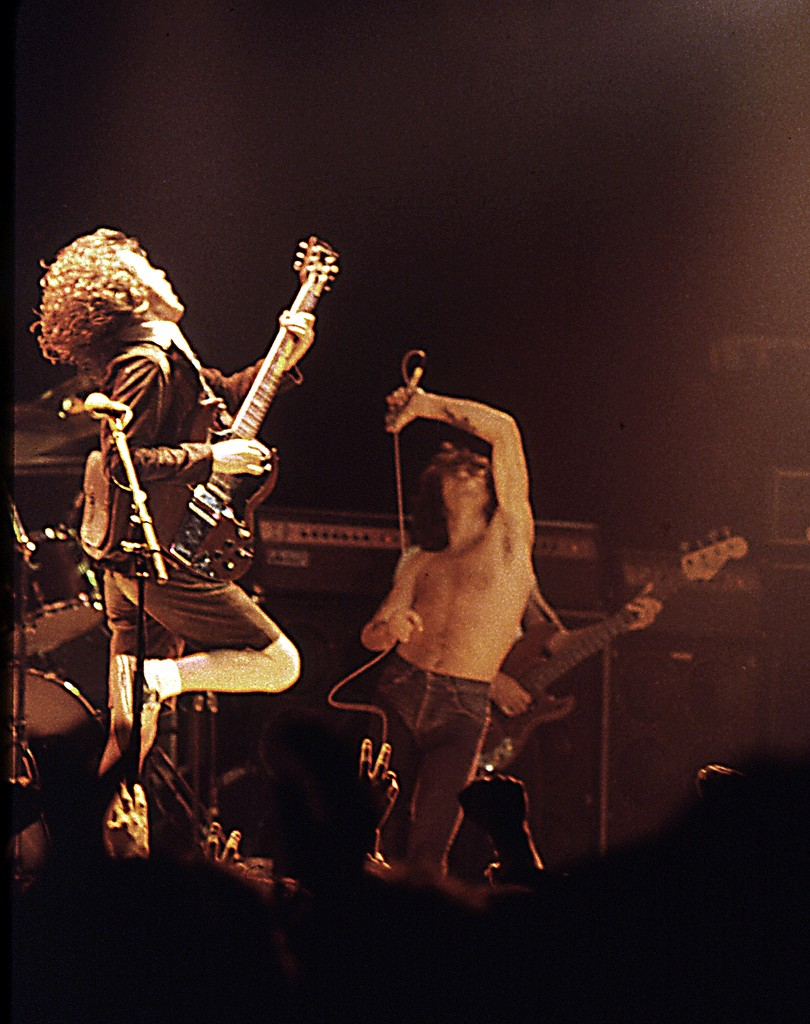
AC/DC performing in 1979.

- La sala è stato il primo luogo in cui i Led Zeppelin eseguirono la loro canzone iconica, "Stairway to Heaven", dal vivo, il 5 marzo del 1971.[1]
- Rory Gallagher si è esibito numerose volte all'Ulster Hall durante la sua carriera. In particolare durante il culmine dei Conflitto nordirlandese (The Troubles) nel 1974.
- La rock band australiana AC/DC si esibì alla Ulster Hall nel 1979.[9]
- Slayer è stato lì nel 1994 sostenuto dai Machine Head.
- I Whole Lotta Led eseguirono l'intero album "Led Zeppelin IV" il 10 febbraio 2002 durante il loro tour "Led Zeppelin IV 30º Anniversary".
- I Machine Head restituirono al titolo la Ulster Hall nel 2012.
- I Muse eseguirono il primo di una serie di concerti intimi annunciati come "Psycho UK Tour" presso la sala il 15 marzo 2015.

### Manifestazioni politiche di rilievo
Fin dalla sua apertura, l'Ulster Hall ha organizzato raduni politici per molte cause diverse, tra le quali:
- 1886 e il primo XX secolo - Lord Randolph Henry Churchill e Edward Carson fecero un appello per opporsi alla Home rule
- 1986 - Fu iniziata in questa sala la Resistenza Ulster, per opporsi al Trattato anglo-irlandese
- 1995 - I lealisti dissidenti fecero un appello per una economia Orange per l'Irlanda del Nord, come per le dimissioni dell'allora Gran Maestro dell'Ordine di Orange, il Reverendo Martin Smyth.
- 2002 - Il Sinn Féin organizzò una manifestazione nella sala, in cui 2.000 persone si sono unite per cantare il "Amhrán na bhFiann"

## La ristrutturazione del 2009
Nel 2007 fu avviato un importante piano di ristrutturazione dal Gruppo di Progettazione Consarc, sotto la direzione dell'architetto, nonché scalatore dell'Everest, Dawson Stelfox. L'obiettivo principale della ristrutturazione era quello di ripristinare la sede alla sua condizione originale, la modernizzazione delle strutture dell'edificio ed anche un migliore accesso per i disabili.

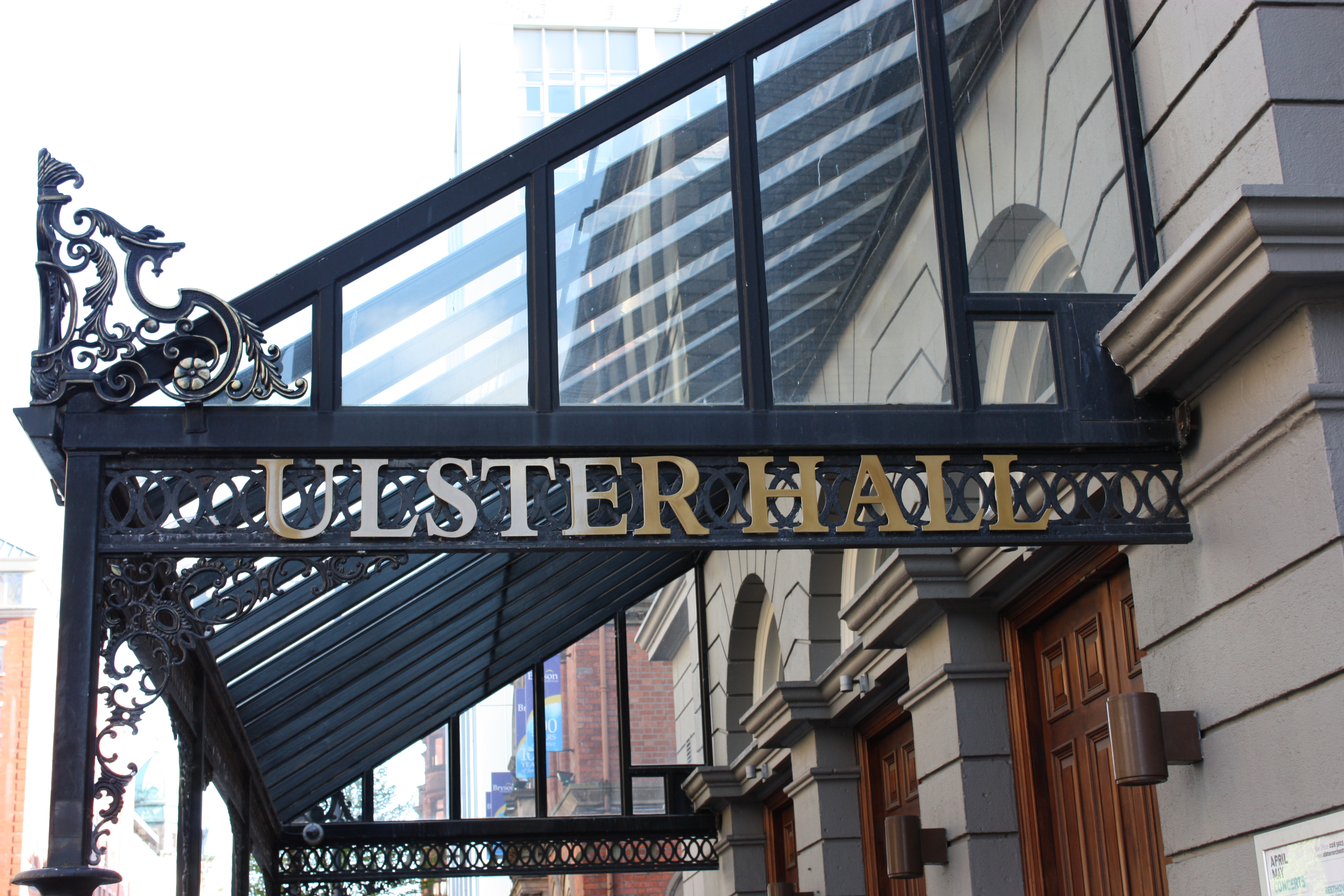
Particolare in ferro battuto della tettoia dell'ingresso della Ulster Hall.

Il progetto da 8,5 milioni di £ prevedeva:
- Riposizionamento e ristrutturazione della Sala Grande, tra cui la riapertura delle finestre che erano state coperte dal 1980
- Installazione di nuove poltrone rimovibili al piano terra
- Ricreazione del metallo originale della balaustra della galleria e dei lampadari
- Installazione di un tetto nuovo, pavimenti ed un prolungamento mobile del palcoscenico
- L'installazione di nuovi sistemi audio di alta qualità, riscaldamento, illuminazione e climatizzazione
- Aggiornamento dei servizi igienici
- Nuova estensione di cinque piani nella parte posteriore dell'edificio, offrendo moderni spogliatoi, suite per la formazione, strutture per i meeting e l'amministrazione e gli uffici dell'Orchestra Ulster
- Nuovi servizi di botteghino
- Restauro dei dipinti delle Scene di Belfast (vedi sopra) e lo sviluppo di un nuovo spazio espositivo dedicato a Joseph Carey per la loro visualizzazione
- Nuovo display interpretativo per raccontare la storia della sala
- La conversione della sala minore adiacente (ex Theatre Group) in uno spazio di circolazione, bar e caffetteria

La ristrutturazione fu eseguita da Graham Building Contractors ed è stato finanziato congiuntamente dal Belfast City Council, l'Assessorato alla Cultura, Arte & Leisure, la Lotteria Heritage Fund e l'Arts Council dell'Irlanda del Nord. La sala è stata riaperta con una serata di gala il 6 marzo 2009.
In precedenza dichiarata come 1.850, la capacità dei posti a sedere della sala rinnovata è 1.000. Dal momento della riapertura, la sala ha offerto una sede per le prove e (da giugno 2009), gli uffici amministrativi per l'Orchestra Ulster.

## Nella cultura di massa
L'Ulster Hall è servito come undicesimo "pit stop" nella 22ª stagione di The Amazing Race.